# أبو زيد (الدقهلية)
قرية أبو زيد هي إحدى القرى التابعة لمركز أجا في محافظة الدقهلية في جمهورية مصر العربية. حسب إحصاءات سنة 2006، بلغ إجمالي السكان في ابوزيد 1422 نسمة، منهم 760 رجل و662 امرأة.